# Гуэчи, Теа
Те́а Гуэ́чи (итал. Tea Gueci; род. 26 декабря 1999 Палермо) — итальянская шахматистка, международный мастер среди женщин (2019). Победительница чемпионата Италии по шахматам среди женщин (2012).

## Биография
В шахматы начала играть в возрасте семи лет. В 2009 году победила на чемпионате Италии по шахматам среди девушек в возрастной группе до 10 лет. В 2011 году победила в чемпионате Италии по шахматам среди девушек в возрастной группе до 12 лет. После первой победы представляла Италию на пяти юношеских чемпионатах Европы по шахматам и на пяти юношеских чемпионатов мира по шахматам в различных возрастных группах. В 2011 году заняла седьмое место на чемпионате мира среди девушек в возрастной группе до 12 лет в Бразилии.
В 2012 году в Акви-Терме победила на чемпионате Италии по шахматам среди женщин и стала самой юной победительницей в истории этих турниров. В следующем году, после участие в чемпионате Европы по шахматам среди женщин, стала вице-чемпионкой Италии по шахматам среди женщин и победительницей чемпионата Италии по шахматам среди девушек в возрастной группе до 20 лет.
Представляла сборную Италии на шахматной олимпиаде (2014) и на командном чемпионате Европы по шахматам (2013, 2017).